# Nicolas Oikonomidès
Nicolas Oikonomidès est un historien grec, naturalisé canadien, spécialiste de l'Empire byzantin, né le 14 février 1934 à Athènes et mort le 31 mai 2000. Il est marié à une historienne de l'Empire ottoman, Elizabeth Zachariadou.

## Biographie
Après une formation initiale à l'université d'Athènes sous la tutelle du byzantiniste Dionýsios Zakythinós, il se rend à Paris en 1958 pour poursuivre ses études doctorales sous la direction de Paul Lemerle, et découvre la sigillographie avec le Père Vitalien Laurent.
La découverte du Taktikon de l'Escorial lui fournit le sujet de sa thèse de doctorat de troisième cycle soutenue à Paris et donne lieu à sa première grande œuvre, publiée en 1972, l'édition, la traduction et le commentaire des listes de préséance byzantines. Cette thèse n'est que le début d'une longue collaboration avec l'école byzantiniste française, dont la manifestation la plus visible est la publication des Archives de l'Athos, depuis les Actes de Dionysiou en 1968 jusqu'aux Actes d'Iviron en 1995.
Après un bref retour en Grèce, l'avènement de la dictature des colonels en 1967 le contraint à l'exil : en juillet 1969, il s'établit avec sa femme Élizabeth Zachariadou au Canada pour exercer comme professeur d'histoire à l'Université de Montréal jusqu'en 1989. Il retourne alors en Grèce pour occuper la chaire d'histoire byzantine à l'université d'Athènes.
Il entame l'étude et la publication des collections sigillographiques (17 000 sceaux) de Dumbarton Oaks et du Fogg Museum of Art de l'université d'Harvard. Ces travaux de recherche font de Dumbarton Oaks un centre renommé pour la sigillographie, qui accueille une série de colloques et de travaux dont il assure la publication dans une nouvelle revue, les Studies in Byzantine Sigillography, à partir de 1987.

## Œuvre
- Les listes de préséance byzantines des IXe et Xe siècle, Paris, 1972.
- Fiscalité et exemption fiscale à Byzance (IXe-XIe siècle), Athènes 1996.
- Social and economic life in Byzantium, Aldershot, 2004.
- Society, Culture and Politics in Byzantium, Aldershot, 2005.